# Muralla urbana de Hornachuelos
La muralla urbana era una estructura defensiva de la localidad española de Hornachuelos, en la provincia de Córdoba, comunidad autónoma de Andalucía. En la actualidad solo se conservan los restos de la antigua fortificación que rodeaba el núcleo urbano, habiendo desaparecido gran parte de su estructura original. En los últimos años han surgido algunas iniciativas por parte del ayuntamiento de la localidad para poner en valor estos restos.

## Historia
La misión del conjunto fortificado fue la de proteger una zona de paso natural entre el valle del Guadalquivir y Sierra Morena, así como las diferentes minas de hierro y plata que existían en la zona, además de la población existente en las diferentes alquerías de los alrededores. Cabe resaltar que tras la desmembración del poder almorávide, Ibn Marwan se proclamará reyezuelo de una taifa cuya capitalidad instaura en Hornachuelos. Tras la conquista de Granada en 1492 este conjunto defensivo, al igual que muchos otros, irá perdiendo su funcionalidad original y terminará por provocar su estado de ruina y la reutilización de materiales para el propio crecimiento del pueblo.

## Descripción
El conjunto fortificado del municipio de Hornachuelos está formado por dos elementos diferenciados: por un lado la muralla, que seguía el trazado natural de la meseta sobre la que se asienta la población; y por otro el castillo, ubicado en el sector noroccidental del recinto amurallado. Los restos que se conservan son escasos, especialmente en el caso de la muralla, de la que solo quedan algunos lienzos en su sector sur del núcleo urbano junto con cuatro torres de diferentes características y estados de conservación. 
Todo el conjunto parece tener su origen en época califal, aunque son muy notables las intervenciones en fechas posteriores, especialmente durante la época Bajo Medieval cristiana. Una torre se conserva en la Plaza del Horno, flanqueando probablemente uno de los accesos al interior de la muralla. Posee una planta circular y está construida en mampostería. Su datación no está del todo clara. Otra torre se encuentra en la calle Mirador, con planta semicircular y también construida en mampostería. Al igual que en el caso anterior su datación presenta dificultades. La tercera torre, al suroeste del recinto, sí presenta muestras visibles de restauraciones posteriores a la fecha de su construcción, y posee una planta cuadrada, sustentándose en la roca natural como en el resto de torres. Según su tipología constructiva se podría enmarcar en el periodo califa. La última torre, al sureste del recinto, también posee una planta semicircular y ha sido objeto de varias intervenciones en el pasado. Peor suerte ha corrido el lienzo de la muralla, que prácticamente ha desaparecido, siendo el tramo próximo al Colegio de Educación Infantil "Victoria Díez" el único verdaderamente reseñable al alcanzar un levantamiento mural de unos 4 metros. Aquí se aprecia el uso tanto del tapial como de la mampostería.